# Listă de rase de găini
Aceasta este o listă de rase de găini.

## Rase combatante
- Aseel (Asil)
- Malaeză
- Aka-Sasa (Ainoca)
- Chamo
- Combatanta engleză de tip vechi
- Combatanta engleză de tip modern Cornish
- Marele combatant de nord
- Micul combatant de nord
- Combatanta de Bruges
- Combatanta de Liege
- Clyborn
- Philema
- Heny

## Rase de producție

### Rase grele
- Brahma
- Langshan
- Cochinchina
- Dorking
- Feverolles
- Mechelner
- Coucou de Malines
- Jersey uriaș

### Rase ușoare
- La Bresse
- Leghorn
- Causa de Batercup
- Spaniolă,
- Andaluză
- Ancona
- Gascogne
- Red-cap
- Brabanconne
- Pavilli
- Ardeneză
- Landaise
- Coucou de Rennes
- Basettes
- Alsaciană
- Herve
- Campine
- Brabant
- Barneweld
- Hamburg
- Friză
- Streirer
- Lackenfeld
- Turingiană
- Westfalia
- Pomerană
- Rheinlander
- Subcarpatică cu picioare verzi
- Dominicană

### Rase de greutate mijlocie
- Minorca
- Sussex
- Pervomaisk
- Zagorsk
- Albă rusească
- Polverara
- Orpington
- Australorp
- Schoth
- Cântăreață de Iurlov
- Livensk
- Nijnedevițk
- Orlov
- La Fleche
- Caumont
- Houdan
- Creve-coeur
- Coucou de Flandra
- Gatinaise
- Bourbonnaise
- Bourbourg
- Braekel
- Huttegen
- Breda
- Sundheimer
- Crollvitz
- Gât golaș de Transilvania
- Rhode Island
- Buckeye
- Wyandotte
- Lamonas
- Albă olandeză
- Playmouth
- Chanticleer
- New-Hampshire
- Delawares

## Rase decorative

### Rase moțate
- Sultan
- Houdan
- Olandeză
- Paduană
- Iava

### Rase berce
- Wallikiki
- Berc belgian

### Rase cu coada lungă
- Sumatra
- Phoenix
- Yokohama
- Cubalaya

### Rase care se cresc pentru frumusețea penajului
- Frizată de Sumatra
- Găina de mătase
- Frizată de Java
- Frizată japoneză
- Sologne

### Rase pitice propriu-zise
- Peking
- Iava
- Berk japonez
- Nagasaki
- Samarang
- Chabor
- Sebright - Bantham
- Anvers

### Rase pitice formate din rase combatante și de producție
- Brahma
- Cochinchina
- Combatantă malaeză
- Combatantă de Assel
- Minorca
- Combatantă engleză
- Cornish
- Combatantă indiană
- Paduană
- Olandeză
- Wyandotte
- Playmouth